# Saint-Sulpice-le-Dunois
Saint-Sulpice-le-Dunois är en kommun i departementet Creuse i regionen Nouvelle-Aquitaine i de centrala delarna av Frankrike. Kommunen ligger i kantonen Dun-le-Palestel som tillhör arrondissementet Guéret. År 2022 hade Saint-Sulpice-le-Dunois 570 invånare.

## Befolkningsutveckling
Antalet invånare i kommunen Saint-Sulpice-le-Dunois
Referens:INSEE